# Valerie Chmelová
Valerie Chmelová (* 20. prosince 1946) je česká herečka, moderátorka, scenáristka, asistentka režie a dramaturgyně. Původním povoláním scénografka nyní pracuje jako soukromá učitelka výtvarné výchovy. V Československé televizi působila coby konferenciérka a moderátorka mnoha publicistických pořadů (mimo jiné uváděla s Janem Valou Televizní klub mladých). Byla i jednou z moderátorek pořadu Kavárnička dříve narozených. Z jejích filmových rolí je patrně nejznámější role ve filmu Zítra vstanu a opařím se čajem, hlavně její jediná hlavní role promiskuitní Veroniky, ve filmu Víta Olmera Takže ahoj (1970), z televizních rolí pak její role slečny Hedviky Juřicové, dcery Leopolda Juřici, v ostravském televizním seriálu Dispečer.